# لويس أنطونيو نوفا روتشا
لويس أنطونيو نوفا روتشا (بالإسبانية: Luis Antonio Nova Rocha)‏ هو كاهن كاثوليكي كولومبي، ولد في 30 يوليو 1943 في Subachoque ‏ في كولومبيا، وتوفي في 9 أبريل 2013 في كولومبيا.